# Giro dell'Emilia 2016
Il Giro dell'Emilia 2016, novantanovesima edizione della corsa, valevole come evento dell'UCI Europe Tour 2016 e della Coppa Italia 2016, di categoria 1.HC, si svolse il 24 settembre 2016 su un percorso di 213 km. La vittoria fu appannaggio del colombiano Esteban Chaves che terminò la gara in 5h07'28", alla media di 41,56 km/h, precedendo il francese Romain Bardet e il connazionale Rigoberto Urán.
Sul traguardo del San Luca 66 ciclisti portarono a termine la competizione.

## Squadre e corridori partecipanti
| N.      | Cod. | Squadra             |
| ------- | ---- | ------------------- |
| 1-8     | ALM  | AG2R La Mondiale    |
| 11-18   | CDT  | Cannondale-Drapac   |
| 21-28   | TFS  | Trek-Segafredo      |
| 31-38   | FDJ  | FDJ                 |
| 41-48   | DDD  | Team Dimension Data |
| 51-58   | LAM  | Lampre-Merida       |
| 61-68   | AST  | Astana Pro Team     |
| 71-78   | BMC  | BMC Racing Team     |
| 81-88   | MOV  | Movistar Team       |
| 91-98   | OBE  | Orica-BikeExchange  |
| 101-108 | UNI  | Unieuro-Wilier      |
| 111-118 | BAR  | Bardiani-CSF        |
| 121-128 | COF  | Cofidis             |

| N.      | Cod. | Squadra                      |
| ------- | ---- | ---------------------------- |
| 131-138 | NIP  | Nippo-Vini Fantini           |
| 141-148 | STH  | Wilier Triestina-Southeast   |
| 151-158 | CJR  | Caja Rural-Seguros RGA       |
| 161-168 | TSV  | Topsport Vlaanderen-Baloise  |
| 171-178 | AND  | Androni Giocattoli-Sidermec  |
| 181-188 | GAZ  | Gazprom-RusVelo              |
| 191-198 | DMP  | Delko-Marseille Provence-KTM |
| 201-208 | BOA  | Bora-Argon 18                |
| 211-218 | FVC  | Fortuneo-Vital Concept       |
| 221-228 | CCC  | CCC Sprandi Polkowice        |
| 231-238 | GME  | GM Europa Ovini              |
| 241-248 | WGG  | Wanty-Groupe Gobert          |

## Ordine d'arrivo (Top 10)
| Pos. | Corridore       | Squadra            | Tempo    |
| ---- | --------------- | ------------------ | -------- |
| 1    | Esteban Chaves  | Orica-BikeExchange | 5h07'28" |
| 2    | Romain Bardet   | AG2R La Mondiale   | a 3"     |
| 3    | Rigoberto Urán  | Cannondale         | s.t.     |
| 4    | Fabio Aru       | Astana Pro Team    | s.t.     |
| 5    | Jan Bakelants   | AG2R La Mondiale   | a 10"    |
| 6    | Rodolfo Torres  | Androni Giocattoli | s.t.     |
| 7    | Jonathan Hivert | Fortuneo           | a 11"    |
| 8    | Diego Ulissi    | Lampre             | a 14"    |
| 9    | Davide Villella | Cannondale         | s.t.     |
| 10   | Igor Antón      | Dimension Data     | s.t.     |